# Gemini-Kangeroes
Gemini-Kangeroes is een volleybalvereniging uit Voorschoten. Op 4 april 1973 werd de Leidse vereniging Kangeroes bij het Voorschotense Gemini gevoegd. Hieruit ontstond de huidige vereniging Gemini-Kangeroes uit Voorschoten.